# Jean Bonnerot
Pour les articles homonymes, voir Bonnerot.
 (juin 2024).
Si vous disposez d'ouvrages ou d'articles de référence ou si vous connaissez des sites web de qualité traitant du thème abordé ici, merci de compléter l'article en donnant les références utiles à sa vérifiabilité et en les liant à la section « Notes et références ».
Louis Jean Bonnerot est un homme de lettres né le 25 juillet 1882 à Poitiers et décédé en 1964 à Alligny-en-Morvan,,,,.
Il a publié à partir de 1935 une monumentale Correspondance générale de Sainte-Beuve soigneusement annotée en 19 volumes, entreprise interrompue par sa mort et reprise par son fils Alain Bonnerot qui ajoutera en 2006 deux volumes supplémentaires de lettres retrouvées.

## Biographie

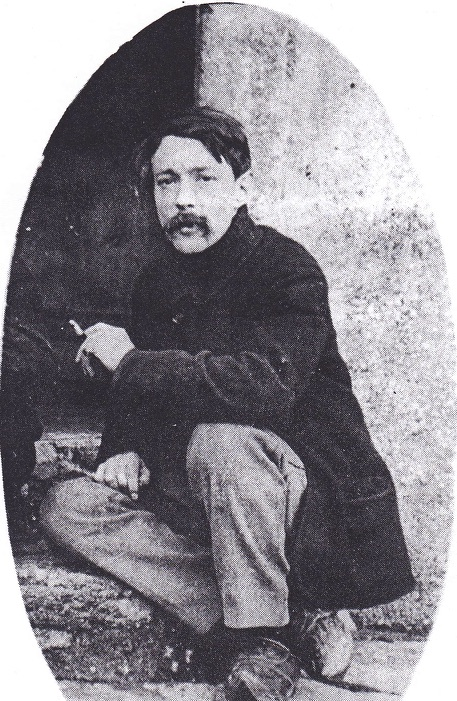
Jean Bonnerot à Alligny en Morvan, 1915

### Vie personnelle
Son père, Théophile Bonnerot est professeur de lettres classiques, sa mère est Alice Beaujard.
Il commence ses études à Lyon au lycée Ampère connu aujourd'hui sous le nom de collège-lycée Ampère (1889-1894), puis son père étant venu finir sa carrière au lycée Louis-le-Grand, à Paris, il y poursuit ses études de 1894 à 1900 avant d’aller suivre les cours de la faculté des lettres de Paris (1900-1903) puis ceux de l'École pratique des hautes études (Section historique jusqu’en 1908), renonçant à l'École nationale des chartes qui l'avait d'abord tenté. C'est auprès d'Auguste Longnon, qu'il prit le goût de la Géographie historique, auprès d'Émile Chatelain conservateur à la bibliothèque de la Sorbonne, qu'il s'initia à la paléographie.
Sa passion des imprimés et pour l’art en général, l’a mené à une carrière de bibliothécaire, mais cette passion s'est toujours partagée entre son métier et ses nombreuses activités dans le milieu littéraire.
Le 16 janvier 1915, à Eaubonne (Val d’Oise), Jean Bonnerot épouse Hélène Amélie Forest (1884-1981). Avant la Première Guerre mondiale, elle avait obtenu une licence d’anglais puis soutenu un diplôme d’études supérieures, avant de partir enseigner aux États-Unis, à Wellesley College, université privée féminine spécialisée en sciences humaines, située à Wellesley (Massachusetts), près de Boston. Elle semble avoir renoncé ensuite à toute ambition intellectuelle personnelle, pour se vouer à la réussite de son mari et à l’éducation de leurs quatre enfants : 
- Guy (1918-1998)
- Alain (1921-2013)
- Alise (1924-2006)
- Sylvie (1925-2006)

C’est du Morvan qu’il tirera un certain nombre des pseudonymes qu’il a utilisés tout au long de sa vie pour signer différents articles : Jean-Louis Morvand, Louis J. Morvan, Alain Morvan (au moment de la naissance de son second fils prénommé Alain), Jean Dalligny, et même Sophie Dalligny !
Il avait adopté la devise « servir », et pendant une période sa vie, il a porté à son poignet une gourmette avec cette même devise. La chose est résumée par les deux mots desquels il a signé un sonnet en 1913 : Jean Fidèle.
Jean Bonnerot repose au cimetière d’Alligny-en-Morvan, commune où ses arrière-grands-parents et leurs propres ancêtres étaient maître de poste.

### Bibliothécaire et archiviste

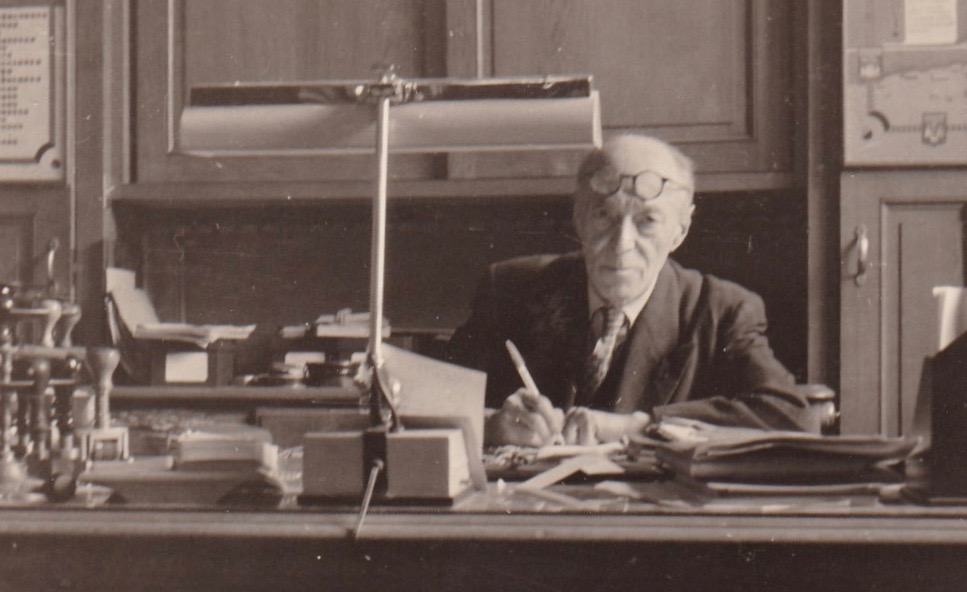
Jean Bonnerot à son bureau de bibliothécaire de la Sorbonne après la Seconde Guerre mondiale

En 1903, à 21 ans, Jean Bonnerot entre à la bibliothèque de la Sorbonne comme attaché. Il y passera toute sa carrière de bibliothécaire, à l'exception de quelques années où il exercera la fonction de bibliothécaire en chef à la bibliothèque Sainte-Geneviève (1936-1938). En 1914, il devient bibliothécaire de la Sorbonne puis bibliothécaire en chef en 1931, et enfin conservateur en 1939, succédant à Charles Beaulieux, qui avait succédé lui-même à Louis Barrau-Dihigo. Le 4 janvier 1939, il devient en outre Inspecteur chargé de la direction de l’ensemble des bibliothèques de l’Université de Paris, puis inspecteur général des bibliothèques le 26 mars 1941. Le premier octobre 1952, il est admis à prendre sa retraite et est nommé Conservateur en Chef Honoraire des Bibliothèques Universitaires de Paris.
Un article publié par Jean Bonnerot dans la Revue latine d’Émile Faguet en 1908, De l’éminente poésie des bibliothèques, démontre son attachement aux bibliothèques.
Il obtient deux missions scientifiques et archéologiques de la ville de Paris, l’une en 1908 à La Cava, l’autre en 1909 au Mont Cassin pour l’étude des miniatures et des manuscrits du IXe  au  XIVe siècle.
Son état de santé ne lui permettant pas de faire la Première Guerre mondiale dans une unité combattante, il est mobilisé dans le service auxiliaire en avril 1915, et affecté au service des Archives du Ministère de la Guerre (actuellement Service historique de la Défense), puis détaché aux Archives du Val-de-Grâce en avril 1916 « pour y classer, jusqu’en 1920 », les Archives historiques, et organiser le musée des Autographes du service de Santé des Armées. Le 20 septembre 1923, il reçoit la médaille d’argent du Ministère de la Guerre pour ses travaux « La Bibliothèque Centrale et les Archives du service de santé au Musée du Val de Grâce » publiés dans la revue des Bibliothèques.
Désigné pour organiser une exposition documentaire, en juillet 1927 à l'occasion du troisième centenaire de la reconstruction de la Sorbonne par Armand Jean du Plessis de Richelieu, il réunit un ensemble de plans, d'estampes, de livres illustrés, toute une riche matière qu'il reprendra deux ans plus tard dans un ouvrage intitulé : la Sorbonne, sa vie, son rôle et son œuvre à travers les siècles.

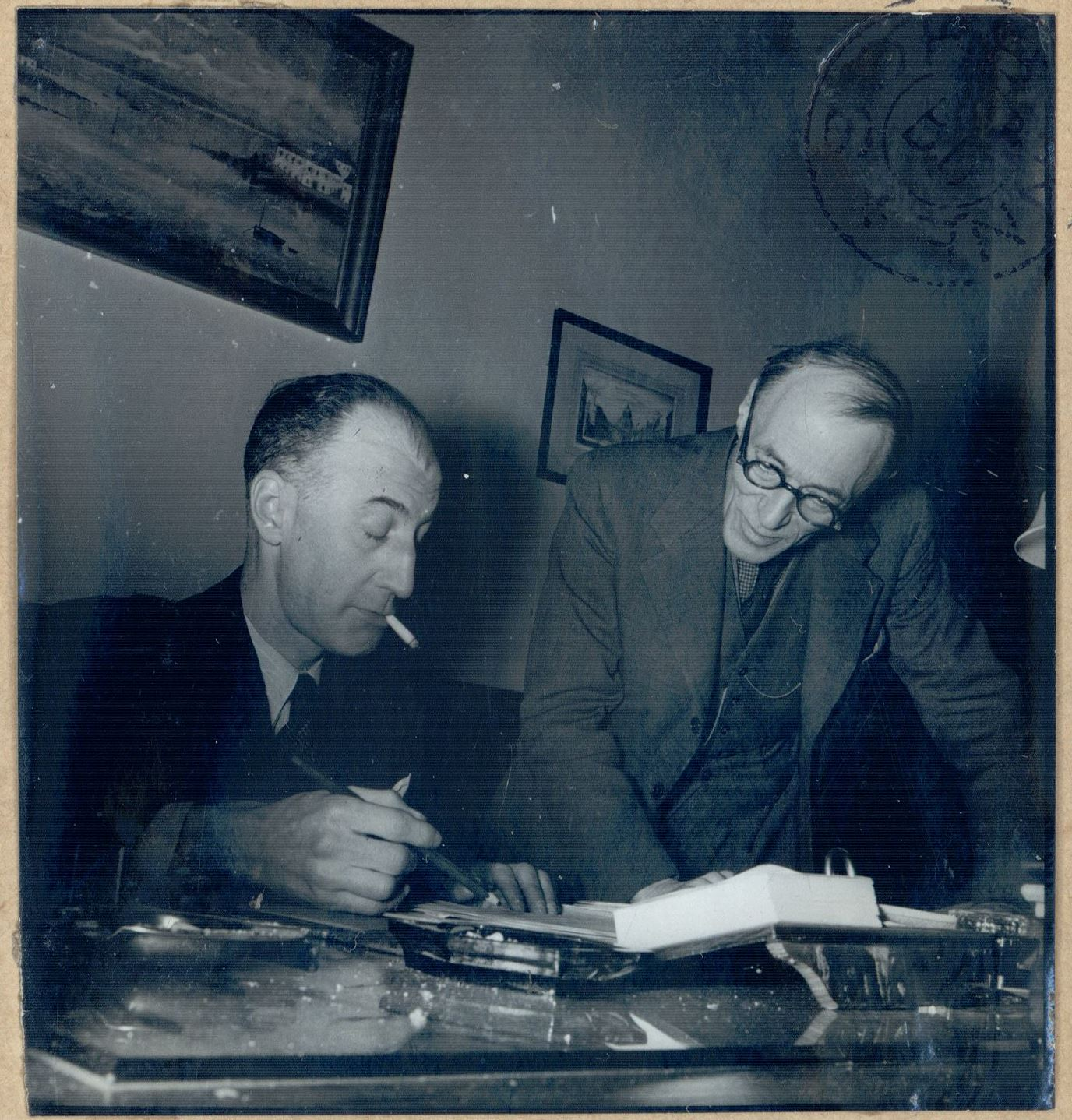
Jean Bonnerot (à droite) avec Jean Hitte en Sorbonne (décembre 1940).

Il passe beaucoup de temps à la Sorbonne. Les catalogues sur fiches et les bibliographies actualisées sont ses outils de travail réalisés pour le public par le personnel des bibliothèques afin de faciliter l’identification des documents et de permettre d’accéder à l’information au moyen de la recherche documentaire. Il est devenu l'ami des maîtres qui y enseignent et qu'il aide dans leurs travaux, il s'occupe également des jeunes étudiants.
Comme ses prédécesseurs, dans les années sombres de guerre, il a dû faire face aux restrictions de crédits, à l'interruption de l'impression des thèses, à la fin des relations avec l'étranger, au manque de personnel et à l'exiguïté des locaux envahis par la foule croissante des étudiants. Se réfugiant dans le travail, c’est en 1941 qu’il entreprend la constitution de l'Index biographique de la Bibliothèque de la Sorbonne .

### Professeur àMiddlebury College
Son intérêt pour l’Amérique naît lorsqu’il est sollicité par l’Association des Professeurs français en Amérique pour assurer la fonction de Secrétaire Général de la publication Études Françaises. Il assume cette responsabilité de 1925 à 1927. En 1927 l’association devient l'American Association of Teachers of French et la revue devient The French Review.
Jean Bonnerot est nommé professeur à l’école française d’été de Middlebury College dans le Vermont, aux États-Unis, en 1949 pour examiner et mettre au point la question des échanges de thèses et préparer un recensement des manuscrits littéraires français du XVIIe au XXe siècle conservés dans les bibliothèques de cette Université. Il y est aussi sollicité pour faire un cours sur Sainte-Beuve et sur la critique en littérature. Parti par Le Havre en bateau par le De Grasse le 4 juin, il rentre en France par le même bateau le 2 septembre 1949 ramenant avec lui une machine à écrire portative Smith Corona et un appareil photographique Kine Exakta avec trépied destiné à photographier les manuscrits.

### Poète et journaliste
Après un premier recueil de poèmes publié en 1906, Au Seuil du Temple, premier livre des odes, il fait la connaissance de Charles Péguy auprès duquel il est introduit par son ami Edmond-Maurice Lévy,. Son deuxième recueil de poèmes, Le Livre des Livres, est ainsi publié le 31 décembre 1906 par Charles Péguy dans les Cahiers de la Quinzaine, et dont une version enrichie fut ensuite publiée en 1910 chez Grasset. Il prépare alors un nouveau recueil de vers, Province, ainsi qu'un choix de pages de Romain Rolland qui sera réédité en 1922, sous le titre Romain Rolland, sa vie et son œuvre.
Ses articles littéraires et de nombreux comptes-rendus paraissent dans les périodiques les plus divers. Son nom figure parmi les fondateurs des Cahiers du Nivernais, revue mensuelle fondée par le bibliothécaire et historien, Paul Cornu, cahiers qui deviendront les Cahiers du Centre où il collabora avec Jules Renard, Romain Rolland et les deux frères Hubert Bourgin et Georges_Bourgin.
Il est secrétaire général d'une revue fondée par Geouffre de Lapradelle La Vie des Peuples de mai 1920 à août 1923. Pendant cette période, il y publia de nombreux articles sous divers pseudonymes.
En septembre 1919, il devient membre honoraire de la Société des gens de lettres, et en janvier 1931, sociétaire de l’Association professionnelle de la critique dramatique et musicale.
Dès 1912 il collabore au Comité français des Expositions à l'étranger. Il rédige l’introduction au Rapport de l’Exposition de Copenhague en 1912 : Arts appliqués et industries d’Art. Il est secrétaire administratif de la Commission des Congrès de l’Exposition Internationale des Arts Graphiques de Leipzig en 1914.
Il rédige le Rapport de l’Exposition des arts et Sciences appliqués à la Médecine, Chirurgie, Pharmacie et hygiène sanitaire qui s’est tenue au Val de Grâce en 1926.
Il publie un certain nombre d’ouvrages sur le Morvan et la Bourgogne De 1931 à 1933, il consacre ses vacances à organiser le musée de Saulieu qui sera inauguré le 22 juillet 1933 et dont on peut lire le compte-rendu signé d’Albert Mousset dans le Journal des débats le 17 mars 1938.
En 1935, il écrit l’Historique du Comité Français des Expositions.
Il a collaboré à la Revue Universelle, à la Revue d’Histoire Littéraire, à l’Annuaire de Artistes (critique dramatique de 1921 à 1929), La Revue des bibliothèques, Le Bulletin du Bibliophile, l’Action Universitaire, Comœdia, La Revue Latine, La Revue Bleue, La Revue Hebdomadaire, La Grande Revue, Le Mercure de France, La Revue des Poètes, La Muse française, La Revue Littéraire Comparée, la Revue de France, La Revue de Paris, la Revue des deux Mondes, ProAlesia et fut même chroniqueur théâtral à Paris-Music-Hall.
Il s'est adonné à la littérature de jeunesse avec sa série Ralph, dessinée par Armand Rapeño.

### Collaborations avec des musiciens

#### Secrétaire particulier deCamille Saint-Saëns
En mars 1911, il devient le secrétaire particulier de Camille Saint-Saëns. Jean Bonnerot écrivit des études sur les œuvres et sur la vie du maître et composa des paroles pour chœurs. Il établit notamment une biographie du compositeur qui fut publiée en 1914, puis re-publiée en 1923 sous le titre C. Saint-Saëns : 1835-1921, sa vie et son œuvre en 1922. Ce livre fera l’objet d’une nouvelle édition « revue et augmentée ». Du fait de son travail avec l’artiste, Jean Bonnerot s'était mêlé aux milieux musicaux, collaborant notamment aux revues le Guide du Concert et Musica.
En 1921, à la suite d'une décision prise par le musicien en 1919, Jean Bonnerot fut l’exécuteur testamentaire de Camille Saint-Saëns. Il s'occupera notamment du don important que celui-ci fit à la Ville de Dieppe.
En 1972, sa veuve donnera au Musée de Dieppe une collection de 179 objets rassemblés par Bonnerot autour de la figure de Camille Saint-Saëns.

#### Maurice Desrez
Jean Bonnerot a aussi collaboré avec un autre musicien, Maurice Desrez. C’est Bonnerot qui écrivit les paroles du drame lyrique Ondine, qui fut créé en 1939 par Maurice Desrez. La critique de l’époque a considéré que cette adaptation pour la scène par Bonnerot et Desrez, était une des plus heureuses tentatives pour donner vie à ce conte de Friedrich de La Motte-Fouqué, paru en 1811.

### La Correspondance Générale deSainte-Beuve

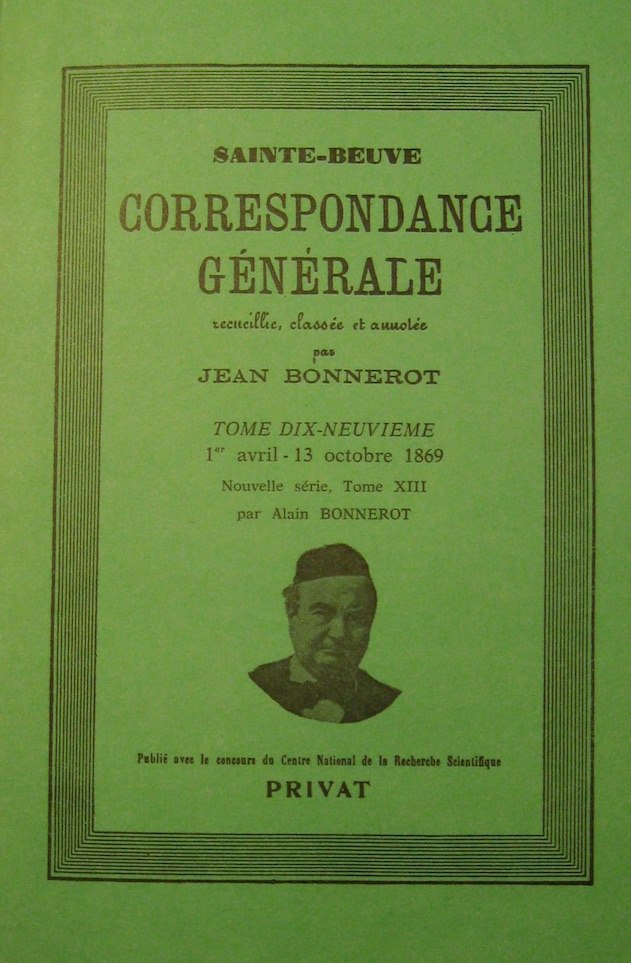
Correspondance Générale de Sainte-Beuve, Couverture du tome 19

C’est en 1928 que Fernand Vandérem qui dirige Le Bulletin du Bibliophile vient trouver Jean Bonnerot pour lui faire part de la volonté de sa revue de publier une bibliographie de l’œuvre de Sainte-Beuve qui soit « à la fois exacte et complète ». Fernand Vandérem pense que seul Jean Bonnerot peut s’attacher à ce travail de bénédictin.
Jean Bonnerot hésite devant l’ampleur de la tâche. Après avoir hésité à abandonner la poésie, il décide alors de se consacrer à la sèche érudition. Il entreprend des travaux sur la Correspondance de Sainte-Beuve dont la place centrale au cœur de la vie littéraire de son époque l’avait impressionnée. Hélène, sa femme, témoignera : « Il n’a plus ni soirée, ni dimanches, ni fêtes, ni guère de vacances dans son cher Morvan ».
C'est par la bibliographie de l'œuvre qu'il commença une série d'articles du Bulletin du Bibliophile; il les réunira en volume en 1937. Il a défini à ce propos ce qu'il appelle la mission du bibliographe, qu'il distingue du bibliothécaire et du bibliophile et qu'il place au-dessus d'eux : « C'est un métier qui exige un apprentissage long, dévoué et sans profit, que de faire une bibliographie. ».
Déjà partiellement publiées, les lettres de Sainte-Beuve sont alors dispersées dans plus de vingt volumes et une centaine de revues. Au total, il aura recueilli près de 5 000 lettres, dont plus de la moitié étaient inédites. Il les a datées, classées et surtout annotées. Si quelques critiques ont jugé cette annotation trop abondante, Jean Bonnerot leur répondait qu'il ne souhaitait « laisser dans l'ombre aucun nom propre et aucune allusion ».
Il a voulu replacer cette correspondance dans le contexte des principaux événements politiques ou littéraires dont Sainte-Beuve a été le contemporain, et inclure une bibliographie. Cette somme d'érudition peut être consulté dans son index.
Lorsqu'en 1952, Jean Bonnerot est atteint par l'âge de la retraite, la Correspondance générale n'était pas achevée. Les difficultés économiques de la Seconde Guerre mondiale avaient arrêté la publication au sixième volume, qui atteignait seulement l'année 1846. Ces six premiers volumes furent publiés aux Éditions Stock. À partir de 1947, grâce au CNRS, Jean Bonnerot pu faire paraître un volume chaque année, mais cette fois-ci, ce sont les Éditions Privat, et la librairie Marcel Didier qui en assurent l’édition. Il ne fut pas le seul Bonnerot à s’atteler à la tâche, son fils Alain Bonnerot qui s’était distingué avec un mémoire sur l’esthétique de Rimbaud, se proposa de l’aider dans son gigantesque travail sur Sainte-Beuve.
En 1963, le tome XIII voyait le jour, poussant la Correspondance jusqu'à l'année 1864. Trois ou quatre volumes restaient à éditer, lorsque brusquement, le 25 Septembre 1962, Jean Bonnerot fut frappé en plein travail alors qu'il travaillait à la Bibliothèque Spoelberg de Lovenjoul de l’Institut de France qui se trouvait à l'époque à Chantilly ; il était en train de transcrire une lettre d'un correspondant de Sainte Beuve. Après ces décennies de travail acharné, il dut s'aliter et interrompre toute activité. Sa santé, trop gravement compromise, ne lui permit malheureusement pas de se remettre à la tâche. Le 25 janvier 1964 une rechute l’emporta.
Son ami André Billy en parlant de Jean Bonnerot a pu ainsi affirmer : « Aussi longtemps qu’on parlera de Sainte-Beuve, aussi longtemps que le XIXe siècle littéraire et même politique intéressera les historiens et les curieux, on le citera. Son nom est inséparable de la mémoire du premier de nos critiques et d’un des plus grands esprits de son temps. »
C’est Alain Bonnerot, aidé de sa femme et de ses filles, qui reprit le flambeau , et jusqu’en 1983, a continué à faire éditer aux Éditions Privat cette correspondance générale. Au total, ce sont 19 tomes qui ont été publiés par Jean puis Alain Bonnerot entre 1935 et 1983 . En 1983, les Éditions Privat décident de retirer cette œuvre de leur catalogue, et envoient au pilon les exemplaires restants.
Des lettres de Sainte-Beuve n’ont cessé de refaire surface. Alain Bonnerot et sa femme ont ainsi publié en 2006 aux éditions Honoré Champion deux ouvrages de Lettres retrouvées qui complètent ce travail.

## Distinctions et titres honorifiques
- Ordre des Palmes Académiques : il a été nommé Officier d’Académie le 21 août 1919 puis Officier d’Instruction Publique le 25 juillet 1926.
- Ordre national de la Légion d'honneur : il a été nommé chevalier le 29 janvier 1937 puis promu au grade d’Officier en mars 1948.
- Prix Jules Davaine de l’Académie Française en 1911
- Prix Montyon de l’Académie Française en 1927
- Prix Louis Barthou de l’Académie Française en 1949
- Prix Gustave Le Métais-Larivière de l’Académie Française en 1953
- Grand prix de la Société des gens de lettres, le 4 mars 1955.
- A l’occasion du Centenaire du Cours sur Port-Royal que Sainte-Beuve professa à l’Académie de Lausanne de novembre 1837 à la fin de mai 1838, Jean Bonnerot est fait Docteur Honoris Causa de l’Université de Lausanne en 1937.
- Médaille d'Honneur de la Ville de Dieppe, janvier 2010 : la médaille lui a été donné en remerciement du travail important mené dans l'organisation de la collection Saint-Saëns.

## Bibliographie sélective

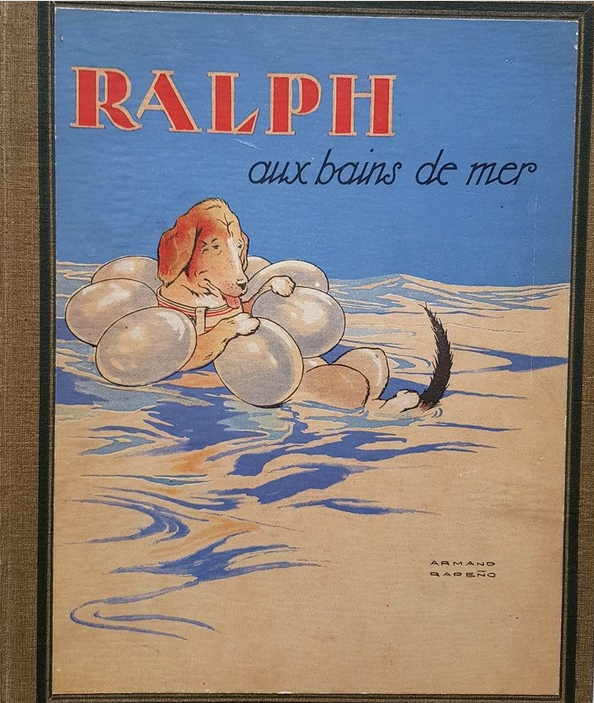
Couverture de Ralph au bains de mer (Armand Rapeño, 1925).